# Station Fåvang
Station Fåvang is een station in Fåvang in fylke Innlandet in Noorwegen. Het stationsgebouw dateert uit 1896 en is een ontwerp van Paul Due. Oorspronkelijk was de naam Myrre stoppested. Fåvang werd in 2001 gesloten voor personenvervoer. Het wordt nog wel gebruikt als passeerspoor.